# Ixora leptopus
Ixora leptopus är en måreväxtart som beskrevs av Theodoric Valeton. Ixora leptopus ingår i släktet Ixora och familjen måreväxter. Inga underarter finns listade i Catalogue of Life.